# لاك بعومر
لاك بعومر أو عيد الشعير (بالعبرية: ל"ג בעומר) احتفال يهودي ثانوي يصادف اليوم الثامن عشر من الشهر العبري أيار (مايو)، وهو اليوم الثالث والثلاثون من الأومير، واليوم التاسع والأربعون الذي يفصل بين عيد الفصح وشافوت. وقد مضى نحو ألف سنة على الاحتفال بذلك اليوم على عكس معظم العطلات اليهودية الأخرى التي لها جذور توراتية.

## العادات والتقاليد

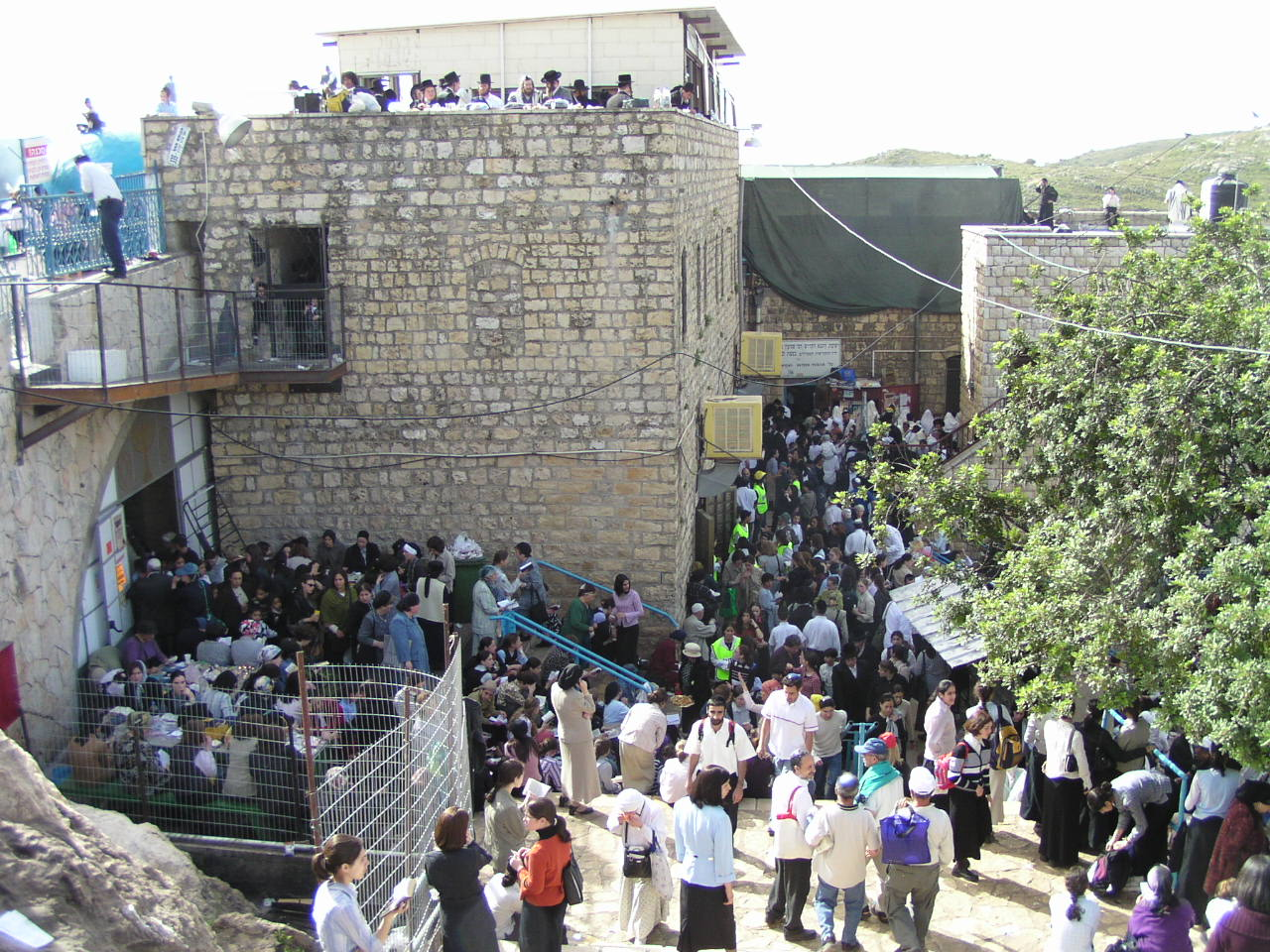
قبر الحاخام شيمون بار يوخاي في مرون في لاگ بـَعومـِر.

### الاستعراضات

استعراض لاگ بـَعومـِر، يخطب فيه الربه مناحم شنيرسون، أمام رئاسة خباد في 770 Eastern Parkway، بروكلين، نيويورك، في 1987.

## التواريخ
- 2008: Thursday night/Friday 22–23 May
- 2009: Monday night/Tuesday 11–12 May
- 2010: Saturday night/Sunday 1–2 May
- 2011: Saturday night/Sunday 21–22 May
- 2012: Wednesday night/Thursday 9–10 May